# Rode (Obereichsfeld)
Das Rode ist ein heute gerodeter, landwirtschaftlich genutzter 498,4 m ü. NHN hoher Berg im Gebiet der Stadt und Landgemeinde Dingelstädt am Rand des Obereichsfeldes, im südlichen Teil des Landkreises Eichsfelds.
Der geologische Untergrund des Rode besteht aus Muschelkalk und zählt zum südlichen Rand des Oberen Eichsfeldes am Übergang zum Hainich. Der Berg liegt im Südeichsfeld und gehört zum Landschaftsschutzgebiet Mühlhäuser Stadtwald.
Über den Berg verläuft von Mühlhausen/Thüringen kommend die Alte Lengenfelder Straße nach Lengenfeld unterm Stein. Nur etwa 400 m östlich vom Berggipfel befindet sich die Eigenrieder Warte, diese stellt mit dem Mühlhäuser Landgraben eine mittelalterliche Grenzbefestigung gegen das Eichsfeld dar. Etwa einen Kilometer südöstlich befindet sich die Fluchtburg Alte Burg bei Eigenrieden.
Zum Ende des Zweiten Weltkrieges tobten um das Dorf Struth heftige Kämpfe mit sinnlos geopferten Soldaten auf deutscher Seite, denn die amerikanischen Kampfverbände standen zum gleichen Zeitpunkt bereits tief im Thüringer Becken bei Ohrdruf. Durch Jagdbomber der Amerikaner und Kampfhandlungen wurde ein Großteil des Ortes Struth zerstört, die Ortschronik nennt 65 Wohnhäuser, 77 Stallungen, 88 Scheunen und die Zigarrenfabrik. Zahlreiche Soldaten beider Seiten, aber auch 13 Einwohner der Gemeinde, wurden getötet. Der Angriff blieb in Struth stecken.
Heute befinden sich auf dem Gipfel des Rode ein Sendemast zur Telekommunikation und dicht westlich davon die ersten zwei Windkraftanlagen.